# هوچالپ

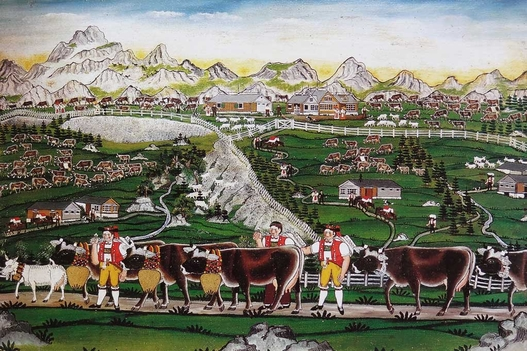
هوچالپ

هوچالپ (به لاتین: Hochalp) یک کوه در سوئیس است که در کانتون آپنتسل آوسرهودن واقع شده‌است. هوچالپ ۱٬۵۳۰ متر بالاتر از سطح دریا واقع شده‌است.